# Rodolfo Ferrari (direttore d'orchestra)
Rodolfo Ferrari (San Prospero, 1865 – Roma, 10 gennaio 1919) è stato un direttore d'orchestra italiano.

## Biografia
Iniziati gli studi col padre, li continuò al Liceo Musicale di Bologna con Alessandro Busi, diplomandosi in composizione nel 1882.
Diresse nei maggiori teatri italiani ed esteri, dedicandosi specialmente ai drammi di Wagner. 
Diresse, fra le molte prime rappresentazioni, quelle de L'amico Fritz (Roma 1891), de I Rantzau (Firenze 1892), dell'Andrea Chénier (Milano 1896),  de Le maschere (Torino 1901). Sempre sotto la sua bacchetta, si tennero la prima italiana della Manon di Massenet (Milano 1894) e quella di Parsifal (Bologna 1914). Nella stagione 1907-1908 diresse al Metropolitan di New York. Sposò l'arpista Cleopatra Serato figlia del violoncellista Francesco Serato. 
È sepolto nel Campo Carducci del cimitero monumentale della Certosa di Bologna; sul cippo campeggia un suo ritratto con la bacchetta, opera a tutto tondo del 1919 dello scultore Leonardo Bistolfi.